# Wilson (fleuve de Nouvelle-Zélande)
Pour les articles homonymes, voir Wilson.
Le fleuve Wilson (anglais : Wilson River ) est un cours d’eau situé dans le sud de la région des Fiordland, dans le parc national de Fiordland, dans l’Ile du Sud de la Nouvelle-Zélande dans le district de Southland, dans la région de Southland.

## Géographie
Il s’écoule dans la Mer de Tasman à 5 km au sud-ouest de la pointe de Puysegur et au nord-est de la Pointe Wilson.